# بابلو لوغو
بابلو لوغو (مواليد 28 سبتمبر 1932) هو ملاكم من بورتوريكو، مثّل بلاده في الألعاب الأولمبية الصيفية 1952.

## روابط خارجية
بابلو لوغو على موقع أوليمبيديا (الإنجليزية)